# Rosetta Cammeniti
Rosetta "Rosie" Cammeniti-Yeats (apellido de soltera: Cammeniti), es un personaje ficticio de la serie de televisión australiana Neighbours, interpretada por la actriz Natalie Saleeba del 12 de octubre de 2006 hasta el 25 de abril de 2008.